# Lazarus von Murom

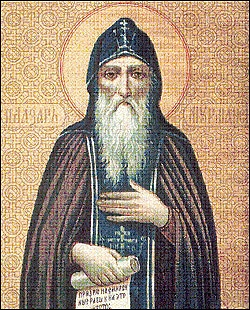
Lazar Muromski (Murmanski)

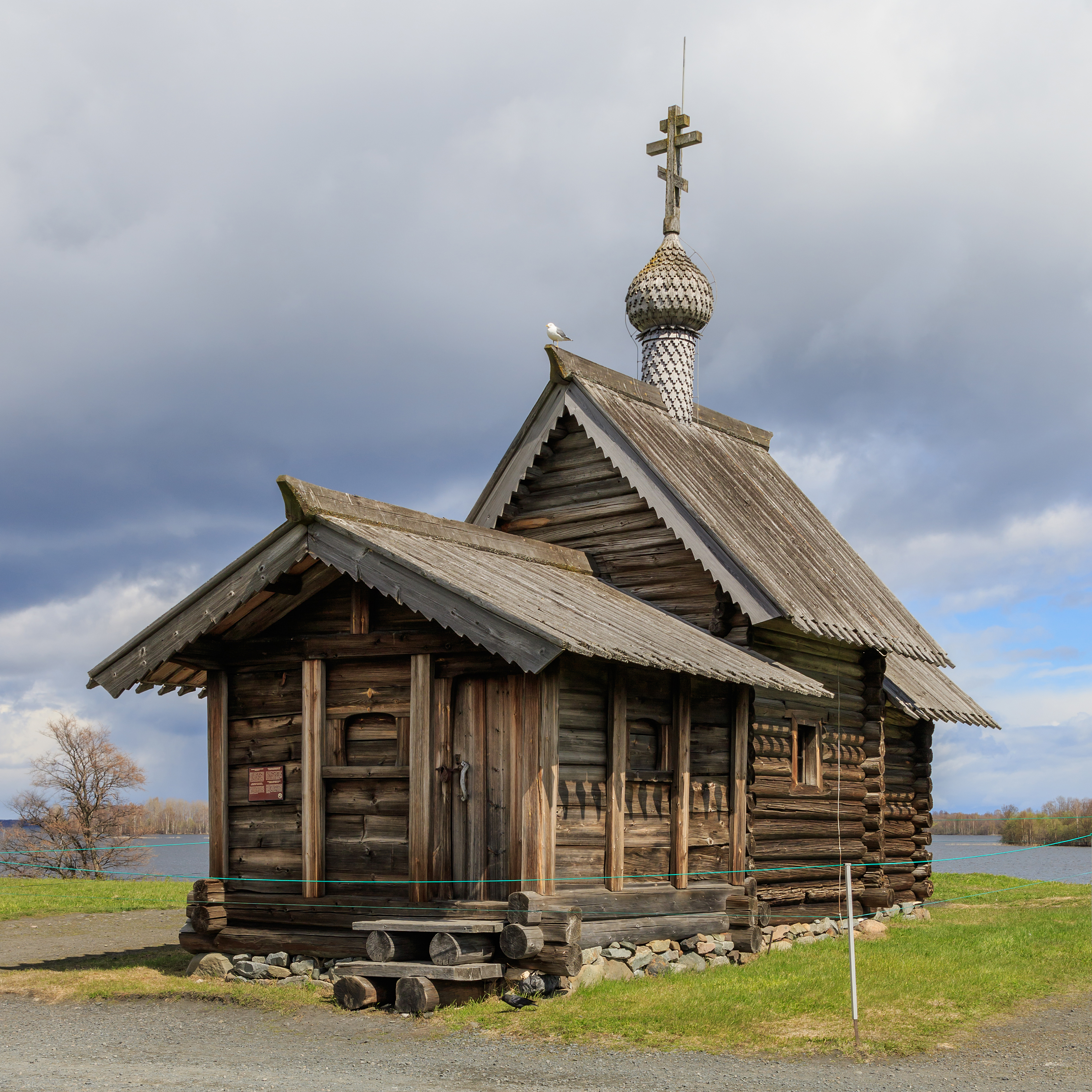
Lazarus-Kirche auf Kischi

Lazarus von Murom (* angeblich 1286 in Konstantinopel, Byzantinisches Reich; † 8. Märzjul./20. Märzgreg. 1391 im Kloster Murom, Republik Nowgorod) bzw. Lazar(us) Muromski (russisch Лазарь Муромский), gelegentlich auch Larazus von Murmansk (Lazarus Murmanski, russisch: Лазарь Мурманский), war ein griechisch-orthodoxer Missionar in Nordrussland (Karelien) und wird in der Russisch-Orthodoxen Kirche als Heiliger verehrt (Gedenktag 8. März).

## Murom-Kloster
Nach einer Zeit als Mönch in den Klöstern auf Athos wurde Lazarus 1343 nach Nowgorod gesandt, um russischen Missionaren bei der Bekehrung der Karelier und der übrigen finnischen Völker zu helfen.
Zusammen mit anderen griechischen und russischen Mönchen und Missionaren errichtete Lazarus 1352 bei Olonez auf der Insel Mucha (Murma) im Murom-See (am Ostufer des Onegasees, südlich der Wodla-Mündung und nördlich der Andoma-Mündung) das Uspenski-Kloster Murom (Muromskij-Kloster), wo er im legendären Alter von 105 Jahren verstorben sein soll.
Das Kloster wurde im 18. Jahrhundert zunächst geschlossen, dann aber Ende des 19. Jahrhunderts wieder geöffnet und 1918 erneut geschlossen, woraufhin es verfiel. Erst 1991 wurde es erneut in Betrieb genommen.

## Lazarus-Kirche
Die erhalten gebliebene Lazarus-Kirche (Kirche der Auferstehung des heiligen Lazarus) des Klosters wurde 1959 auf die nahegelegene Onegasee-Insel Kischi versetzt und zählt seit 1990 zusammen mit den anderen Holzkirchen von Kischi Pogost zum UNESCO-Weltkulturerbe. Ob die Kirche tatsächlich im Jahr 1390 noch von Lazarus selbst erbaut wurde, ist umstritten.

## Anmerkung
1. ↑  Lazarus hatte weder mit der zentralrussischen Stadt Murom noch mit der (erst 1915/16 entstandenen) nordrussischen Hafenstadt Murmansk zu tun, sondern mit dem Murom-See (Teil des Onegasees) und der in diesem See befindlichen Insel Murma.